# Ventilatore senza pale

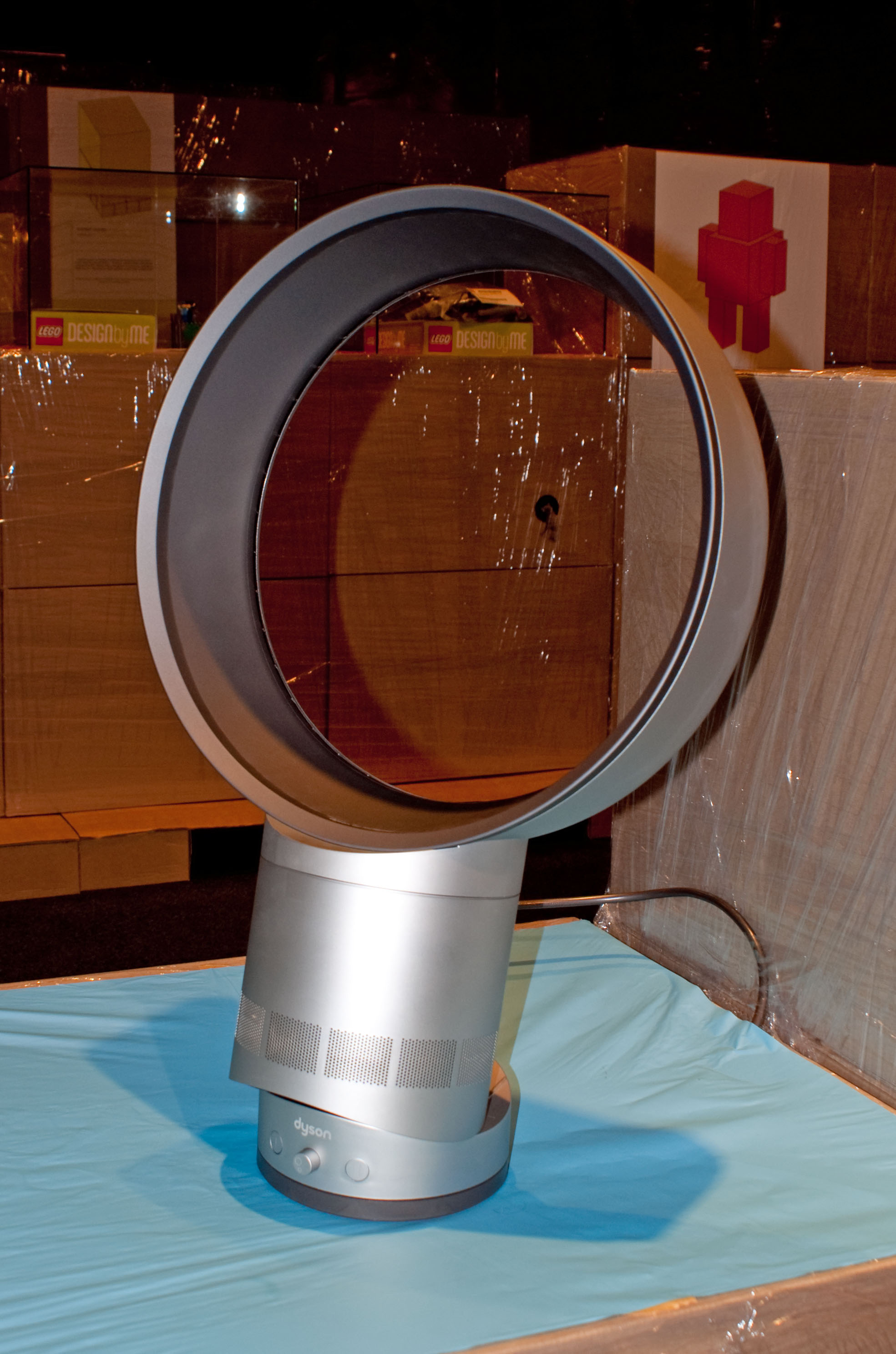
Un ventilatore senza pale

Il ventilatore senza pale (in inglese "bladeless fan") è un apparecchio elettrico sviluppato dall'azienda inglese Dyson che, a differenza del comune ventilatore, non ha le classiche pale, ma sfrutta il principio fisico dell'effetto Coandă. 

## Caratteristiche e funzionamento
L'aria viene aspirata dalla parte bassa del ventilatore da una ventola centrifuga e iniettata a forte velocità nell'anello circolare sovrastante, con aerodinamica forma a spirale interna, che funge da espansore, e da cui viene poi inviata all'ambiente esterno, dopo aver sfruttato particolari effetti fluidodinamici. Il flusso d'aria, costante, direzionale e uniforme, a differenza dei ventilatori tradizionali, segue la direzione dell'anello, sfruttando il cosiddetto effetto Coandă.  
Per il riscaldamento invece è stato sviluppato dalla Dyson il termoventilatore senza pale, il cui funzionamento è lo stesso, ma è prevista anche una resistenza per emettere aria calda, riscaldano così l'ambiente. L'anello di espulsione dell'aria, anziché rotondo è di forma ovale.. 
L'emissione di rumore va da 40 dB a 60 dB e i consumi vanno da 24 W in modalità ventilazione fino a quasi 2000 W (termoventilatori).